# Escut d'Alpens

Escut oficial d'Alpens

L'escut oficial d'Alpens té el següent blasonament:
Escut caironat: d'atzur, un mont de penyes d'argent movent de la punta sobremuntat d'un bàcul d'abat d'or posat en pal. Per timbre una corona mural de poble.

## Història
Va ser aprovat el 2 de gener del 1991, i publicat al DOGC el 16 de gener del mateix any, amb el número 1394.
El mont de penyes és un senyal parlant, referit a l'etimologia del nom del poble, derivat de la forma "els pens", les roques; alhora, simbolitza la Roca de Pena, un gran roc que sobresurt vora el poble. El bàcul del damunt al·ludeix al fet que Alpens va estar sota la jurisdicció dels abats de Ripoll.